# Pandanus kajui
Pandanus kajui är en enhjärtbladig växtart som beskrevs av Henk Jaap Beentje. Pandanus kajui ingår i släktet Pandanus och familjen Pandanaceae. IUCN kategoriserar arten globalt som sårbar.
Artens utbredningsområde är Kenya. Inga underarter finns listade.